# Бобри (Лодзинське воєводство)
Бобри (пол. Bobry) — село в Польщі, у гміні Радомсько Радомщанського повіту Лодзинського воєводства.
Населення — 207 осіб (2011).
У 1975-1998 роках село належало до Пйотрковського воєводства.

## Демографія
Демографічна структура станом на 31 березня 2011 року:
|          | Загалом | Допрацездатний вік | Працездатний вік | Постпрацездатний вік |
| -------- | ------- | ------------------ | ---------------- | -------------------- |
| Чоловіки | 97      | 20                 | 70               | 7                    |
| Жінки    | 110     | 18                 | 61               | 31                   |
| Разом    | 207     | 38                 | 131              | 38                   |